# A. Y. Jackson
Pour les articles homonymes, voir Jackson.
Alexander Young Jackson, né le 3 octobre 1882 à Montréal et mort le 5 avril 1974 à Kleinburg (Ontario), est un peintre canadien et un membre fondateur du Groupe des Sept. Ses œuvres ont été exposées à la Galerie L'Art français.

## Biographie
Après que son père a abandonné sa famille de six enfants, il travaille, encore tout jeune, comme garçon de bureau dans une entreprise de lithographie, où il assimile une solide formation artistique. Le soir, il suit des cours en arts qui sont alors donnés au Monument-National de Montréal.
En 1905, il se rend en Europe sur un bateau transportant du bétail et en revient par le même moyen, puis gagne Chicago. Il y travaille dans un  bureau d'art commercial et suit des cours à l'Art Institute of Chicago.
En 1907, il retourne en France pour étudier les Impressionnistes et décide de devenir un peintre professionnel. Étudiant à l'Académie Julian de Paris dans la classe de Jean-Paul Laurens, il est influencé par la colonie artistique d'Étaples qu'il visite pour une première fois en 1908 avec son ami néo-zélandais Eric Spencer Macky (1880-1958). Jackson peint là un tableau intitulé Paysage embrumé qui, à sa grande surprise, est accepté au Salon de peinture et de sculpture de Paris. Il peint en 1912, dans un style néo-impressionniste, Sand Dunes at Cucq et Autumn in Picardie qui, l'année suivante, sont tous deux achetés par le Musée des beaux-arts du Canada.
Lorsque Jackson revient au Canada, il s'installe à Sweetsburg (aujourd'hui Cowansville), au Québec, et entreprend plusieurs tableaux, dont The Edge of Maple Wood. Il tient sa première exposition à la Galerie d'art de Montréal, avec Randolph Hewton, en 1913. Découragé par le faible succès remporté et par le milieu artistique canadien, il envisage de déménager aux États-Unis. Il reçoit alors une lettre de J. E. H. MacDonald, qui a vu The Edge of Maple Wood lors d'une exposition d'art à Toronto, et qui lui l'informe que l'artiste torontois Lawren Harris veut acheter la toile.
Après l'achat, Jackson entretient une correspondance avec les deux artistes de Toronto, où tous trois débattent de sujets liés à l'art canadien. Jackson visite Toronto à plusieurs reprises, puis fait de longs voyages au Parc provincial Algonquin, à la baie Georgienne, dans le district d'Algoma et sur la rive Nord du lac Supérieur avec plusieurs de ses amis peintres qui, un jour, seront connus sous le nom du Groupe des Sept. Comme les autres peintres du Groupe des Sept, Jackson s'intéresse au thème du paysage sauvage développé dans un style audacieux et très épuré. Amateur de plein air, Jackson devient l'un des bons amis de Tom Thomson, et les deux hommes vont souvent pêcher et esquisser des croquis ensemble dans la nature canadienne.
Avec le déclenchement de la Première Guerre mondiale, en 1915, Jackson s'enrôle dans le 60e bataillon de l'Armée canadienne. En juin 1916, il est blessé à la bataille de Sanctuary Wood et se retrouve hospitalié à Étaples. Pendant sa convalescence, il retient l'attention de lord Beaverbrook et est transféré à la Direction des documents canadiens de la guerre en tant qu'artiste. Là, Jackson dessine des images d'événements importants de la guerre. Plus tard, il travaille à de monuments commémoratifs de la guerre à titre d'artiste officiel de guerre de 1917 à 1919.
Après la guerre, Jackson retourne à Toronto et organise des expéditions pour peindre le fleuve Saint-Laurent, le Nord canadien, le bouclier canadien et plusieurs régions de la Colombie-Britannique et de l'Alberta.
En 1919, Jackson et six amis peintres fondent le Groupe des Sept. Bien que le nom de Jackson soit couramment associé à ce groupe, il reste un artiste relativement solitaire pendant toute sa vie, évitant notamment les manifestations mondaines.
En 1925, il enseigne à l'Université de l'École d'art et de design de l'Ontario, seule année où il ne fait par son voyage annuel du printemps au Québec.
En 1933, Jackson participe à la fondation du Canadian Group of Painters. Plusieurs membres du Groupe des Sept sont devenus, plus tard, membres de ce groupe qui comptera 28 peintres.
En 1955, il déménage à Manotick dans la région d'Ottawa. Dorénavant, il évite de voyager seul, mais il se rend encore, accompagné, dans diverses régions de la rivière des Outaouais.
En 1958, il publie A Painter's Country, une autobiographie dédiée à la mémoire de J. E. H. MacDonald.
En 1965, il subit une sévère accident vasculaire cérébral qui met un terme à sa carrière de peintre.
Il meurt en 1974, pendant les vacances de Pâques.

## Galerie

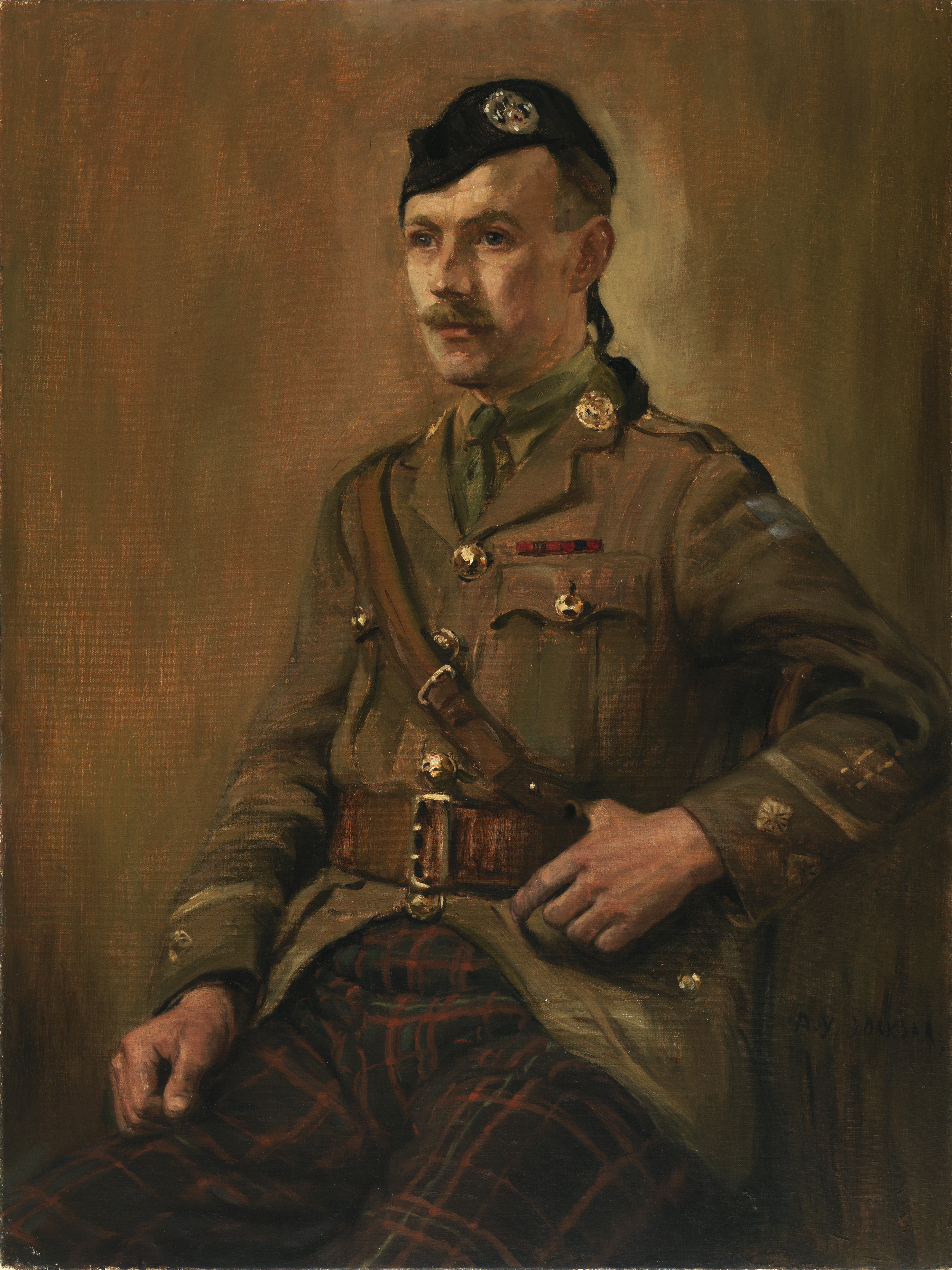
Portrait of Lieutenant Robert Shankland (1917) Musée canadien de la guerre, Ottawa
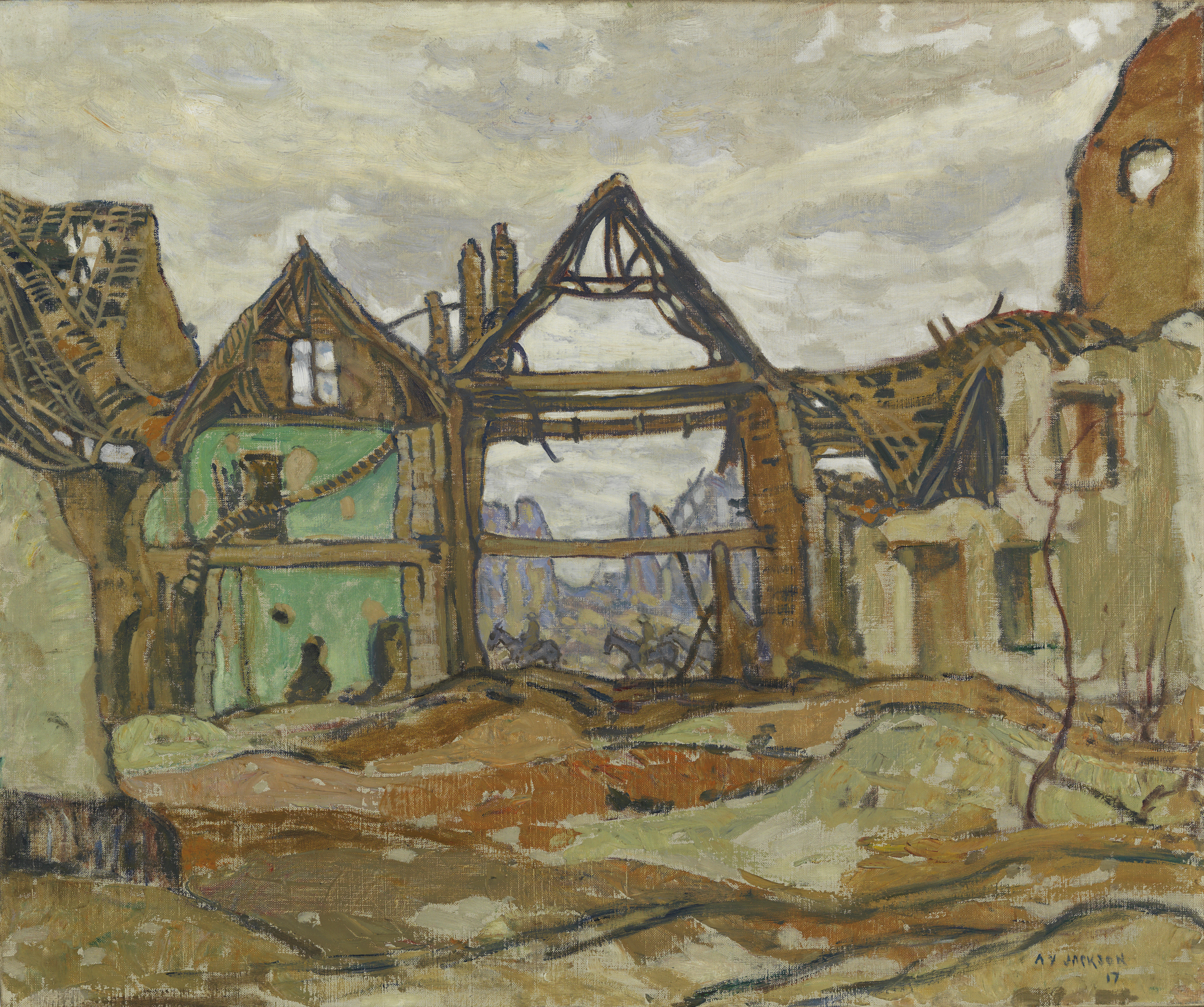
House of Ypres (1917-1918) Musée canadien de la guerre, Ottawa
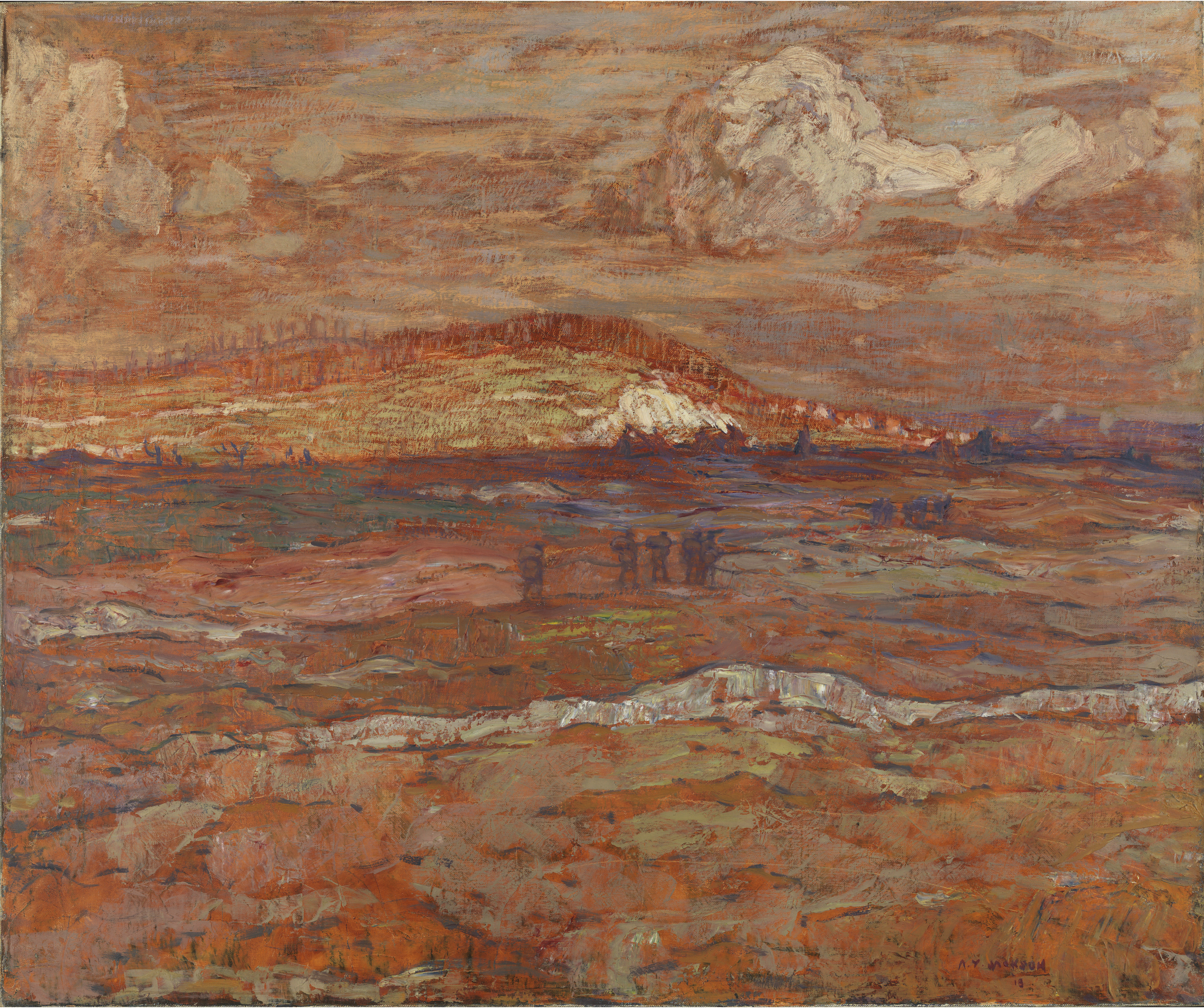
The Pimple, Evening (1918) Musée canadien de la guerre, Ottawa
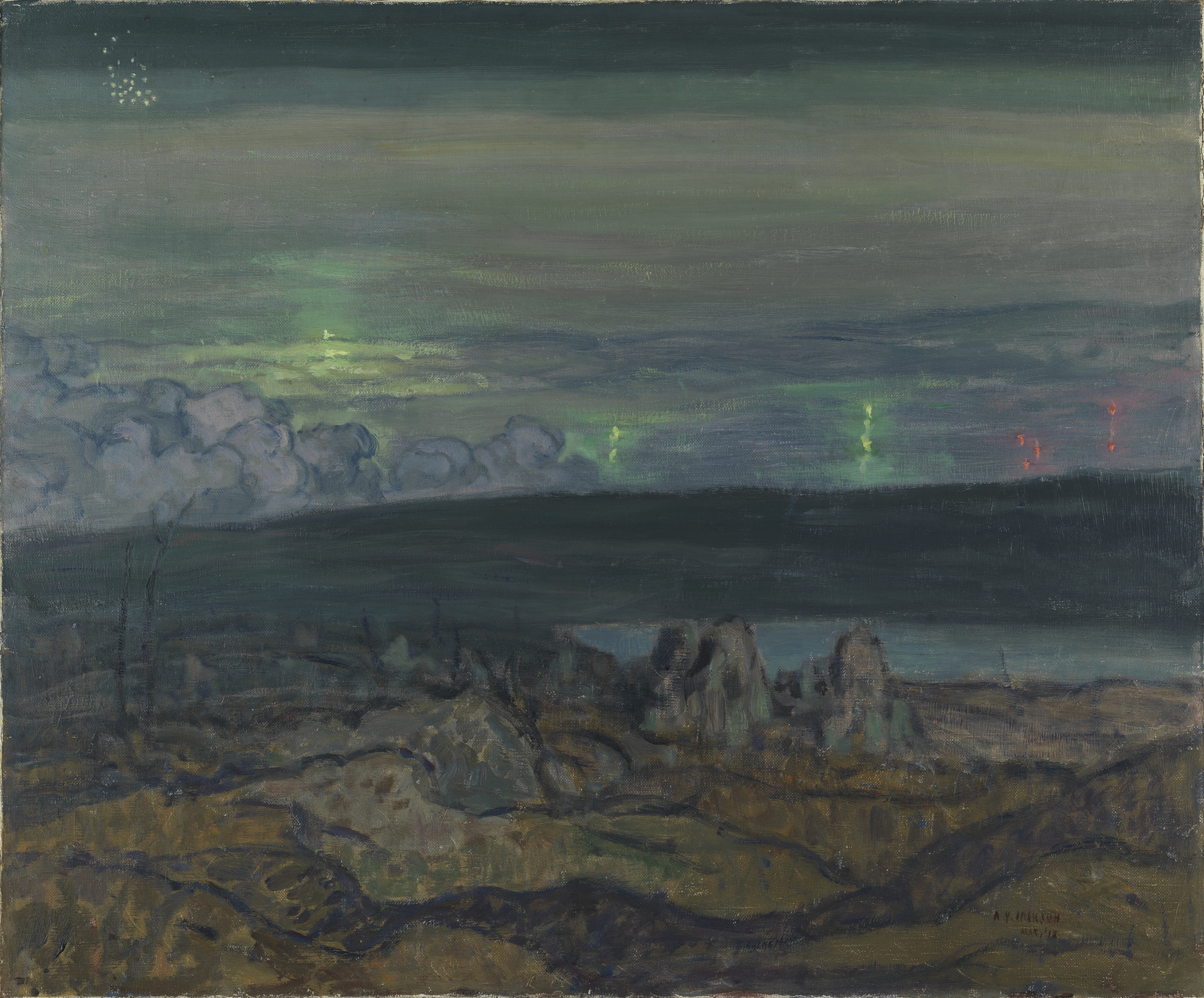
Gas Attack, Lievin (1918) Musée canadien de la guerre, Ottawa